# Directo 93-03
Directo 93-03: En vivo desde la Expo Guadalupe, Nuevo León (o simplemente Directo 93-03), es el nombre del primer álbum grabado en vivo por el Grupo Pesado. Fue lanzado al mercado por la disquera Peerless-MCM (una filial de Warner Music) el 24 de octubre del 2003.
En el concierto se conmemoran los primeros diez años de carrera de el grupo que vale lo que pesa, de ahí el significado de 93-03, de la misma forma en que la grabación del álbum se realizó dentro de las presentaciones en vivo en la Exposición Ganadera Guadalupe, realizadas cada año en el municipio de Guadalupe, Nuevo León, ante un lleno total.

## Lista de canciones
| Directo 93-03: En vivo desde la Expo Guadalupe, Nuevo León |                                       |                                                    |                           |          |  |
| N.º                                                        | Título                                | Escritor(es)                                       | Álbum original            | Duración |  |
| 1.                                                         | «Intro»                               |                                                    |                           | 1:05     |  |
| 2.                                                         | «Ayudame a Olvidar (En vivo)»         | Victor Capusta                                     | Ayudame a Olvidar         | 2:47     |  |
| 3.                                                         | «No valgo nada (En vivo)»             | Charly Crown                                       | No te la vas a acabar     | 2:39     |  |
| 4.                                                         | «Te voy a amar (En vivo)»             | Miguel Ángel Estrada                               | Te voy a amar             | 3:35     |  |
| 5.                                                         | «Intro 2 (Saludo)»                    |                                                    |                           | 1:22     |  |
| 6.                                                         | «Mitad y mitad (En vivo)»             | Marco A. Pérez                                     | Presente, Futuro          | 2:51     |  |
| 7.                                                         | «Día tras día (En vivo)»              | Marco Antonio Montemayor                           | Ayudame a Olvidar         | 3:36     |  |
| 8.                                                         | «Lástima me das (En vivo)»            | José Roberto Martínez Marco A. Pérez René Trevizo  | Presente, Futuro          | 2:50     |  |
| 9.                                                         | «Dices ya no (En vivo)»               | Miguel Mendoza                                     | A Tu Encuentro            | 2:38     |  |
| 10.                                                        | «Tus mentiras (En vivo)»              | Marco Antonio Solís                                | Hasta Tu Corazón          | 2:53     |  |
| 11.                                                        | «Y... (En vivo)»                      | Mario de Jesús Báez                                | ¡...a quién honor merece! | 3:10     |  |
| 12.                                                        | «No te la vas a acabar (En vivo)»     | Marco A. Pérez                                     | No te la vas a acabar     | 3:07     |  |
| 13.                                                        | «Mundo de amor (En vivo)»             | José Mario Elizondo                                | Mundo de amor             | 3:02     |  |
| 14.                                                        | «Dile (En vivo)»                      | Oswaldo Villarreal                                 | Todo Tuyo                 | 3:15     |  |
| 15.                                                        | «Tú como si nada (En vivo)»           | Marco A. Pérez                                     | Todo Tuyo                 | 4:17     |  |
| 16.                                                        | «Loco (En vivo)»                      | José Roberto Martínez Marco A. Pérez Ricardo Muñoz | Todo Tuyo                 | 3:58     |  |
| 17.                                                        | «Pequeño amor (En vivo)»              | Mario Alberto Zapata                               | En lo más alto del cielo  | 2:46     |  |
| 18.                                                        | «Extraño (En vivo)»                   | Oswaldo Villarreal                                 | Mil Historias             | 3:40     |  |
| 19.                                                        | «Te lo pido por favor (En vivo)»      | Alberto Aguilera Valadez                           | Llegó el amor             | 3:10     |  |
| 20.                                                        | «De beso a beso (En vivo)»            | Manuel Eduardo Castro                              | Ayudame a Olvidar         | 2:50     |  |
| 21.                                                        | «En lo más alto del cielo (En vivo)»  | Luis Gerardo Padilla                               | En lo más alto del cielo  | 3:08     |  |
| 22.                                                        | «No tengas miedo de llorar (En vivo)» | Manuel Herrera Maldonado                           | Llegó el amor             | 3:15     |  |
| 23.                                                        | «Lágrimas amargas (En vivo)»          | Roberto Martínez                                   | Presente, Futuro          | 4:11     |  |
| 24.                                                        | «Arráncame (En vivo)»                 | Oswaldo Villarreal                                 | Presente, Futuro          | 4:04     |  |
| 1:15:09                                                    |                                       |                                                    |                           |          |  |

## Integrantes de agrupación y staff
- Beto Zapata - Acordeón y primera voz
- Pepe Elizondo - Bajo sexto y segunda voz
- Julio César Gutiérrez - Edición, masterización y posproducción
- Mario Videgaray - Director de Arte y Diseño Gráfico
- Jesús "Jez" Flores - Coordinador de arte
- Ivan Manjarrez - Fotógrafo
- Jacobo Parra - Fotógrafo
- Arturo Sánchez López - Staff
- Marco Antonio Martínez - Staff
- Ricardo Mendoza - Staff
- Ramón García Ruiz - Staff
- José Torres - Staff
- Mark Kidney - Asistente
- John Lehman - Asistente
- John Moran - Asistente
- Brian Baker - Transferencia Digital